# Andrzej Andrysiak (dziennikarz)
Andrzej Andrysiak – polski dziennikarz i publicysta, wydawca Gazety Radomszczańskiej, autor książek i podcastów. Prezes Stowarzyszenia Gazet Lokalnych. W 2024 roku otrzymał tytuł „Dziennikarza Roku" Grand Press. 

## Życiorys
Urodzony z 1971 roku. Pochodzi z Radomska. Studiował filozofię i dziennikarstwo na Uniwersytecie Warszawskim . Od połowy lat 90. związany z mediami warszawskimi. Zaczynał w Expressie Wieczornym. Sekretarz redakcji i redaktor naczelny tygodnika Kulisy , sekretarz redakcji, zastępca redaktora naczelnego oraz redaktor naczelny Życia Warszawy sekretarz redakcji, zastępca redaktor naczelnej Dziennika Gazety Prawnej. 
Od 2015 roku dziennikarz i wydawca lokalnego tygodnika Gazeta Radomszczańska . Dziesięciokrotnie nominowany i pięciokrotnie nagradzany w konkursie SGL Local Press . Dwukrotnie nominowany w konkursie Grand Press w kategorii „publicystyka". Zajmuje się dziennikarstwem śledczym na poziomie lokalnym. Krytykuje patologie samorządu lokalnego. Autor między innymi cyklu materiałów o molestowaniu dzieci przez kościelnego parafii pw. św. Lamberta w Radomsku, próbie przejęcia przez lokalnych działaczy Prawa i Sprawiedliwości dystrybucji unijnych 180 mln zł w ramach Lokalnych Grup Działania , kulis kampanii prezydenta Radomska Jarosława Ferenca (materiał nominowany do nagrody im. Teresy Torańskiej). Autor reporterskiej książki „Lokalsi. Nieoficjalna historia pewnego samorządu"
, opisującej patologie polskiego samorządu (wydawnictwo Krytyka Polityczna). Twórca serialu podcastowego „Mała władza"  dla radia TOK FM o polskim samorządzie lokalnym, zdobywcy Grand Prix w konkursie Podcast Roku 2023. W 2011 roku wydał powieść „Zasada nieoznaczoności" (wydawnictwo Prozami)
Od 2022 roku prezes Stowarzyszenia Gazet Lokalnych, największego stowarzyszenia polskich lokalnych wydawców niezależnych. Opowiada się i lobbuje za wprowadzeniem zakazu wydawania prasy przez samorządy oraz uruchomieniem funduszy wsparcia mediów lokalnych. Od 2024 roku członek zarządu Izby Wydawców Prasy.